# Llista de jocs de Rare
Aquesta és una llista parcial de videojocs creats o distribuïts per la companyia anglesa Rare.
| Títol                                               | Plataformes                                                        | Distribuïdor(s)           | Any       |
| --------------------------------------------------- | ------------------------------------------------------------------ | ------------------------- | --------- |
| Jetpac                                              | ZX Spectrum 16K, BBC, VIC 20                                       | Ultimate Play the Game    | 1983      |
| Atic Atac                                           | ZX Spectrum, BBC                                                   | Ultimate Play the Game    | 1983      |
| PSSST                                               | ZX Spectrum 16K                                                    | Ultimate Play the Game    | 1983      |
| Tranz Am                                            | ZX Spectrum 16K                                                    | Ultimate Play the Game    | 1983      |
| Cookie                                              | ZX Spectrum 16K                                                    | Ultimate Play the Game    | 1983      |
| Lunar Jetman                                        | ZX Spectrum, BBC                                                   | Ultimate Play the Game    | 1983      |
| Sabre Wulf                                          | ZX Spectrum, C64, Amstrad, BBC                                     | Ultimate Play the Game    | 1984      |
| Knight Lore                                         | ZX Spectrum, BBC, Amstrad, MSX, FDS (sólo en Japón)                | Ultimate Play the Game    | 1984      |
| The Staff of Karnath                                | C64                                                                | Ultimate Play the Game    | 1984      |
| Underwurlde                                         | ZX Spectrum, C64                                                   | Ultimate Play the Game    | 1984      |
| Alien 8                                             | ZX Spectrum, Amstrad, BBC, MSX                                     | Ultimate Play the Game    | 1985      |
| Entombed                                            | C64                                                                | Ultimate Play the Game    | 1985      |
| Blackwyche                                          | C64                                                                | Ultimate Play the Game    | 1985      |
| Nightshade                                          | ZX Spectrum, C64, Amstrad, BBC, MSX                                | Ultimate Play the Game    | 1985      |
| Pentagram                                           | ZX Spectrum, MSX                                                   | Ultimate Play the Game    | 1985      |
| Mire Mare                                           |                                                                    | Ultimate Play the Game    | Cancelado |
| Outlaws                                             | C64                                                                | Ultimate Play the Game    | 1986      |
| Cosmic Battlezones                                  | BBC                                                                | Ultimate Play the Game    | 1986      |
| Cyberun                                             | ZX Spectrum, Amstrad, MSX                                          | Ultimate Play the Game    | 1986      |
| Dragonskulle                                        | C64                                                                | Ultimate Play the Game    | 1986      |
| Gunfright                                           | ZX Spectrum, Amstrad, MSX                                          | Ultimate Play the Game    | 1986      |
| Imhotep                                             | C64                                                                | Ultimate Play the Game    | 1986      |
| Martianoids                                         | ZX Spectrum, Amstrad                                               | Ultimate Play the Game    | 1987      |
| Bubbler                                             | ZX Spectrum, Amstrad                                               | Ultimate Play the Game    | 1987      |
| Slalom                                              | NES                                                                | Nintendo                  | 1987      |
| The Collected Works                                 | ZX Spectrum                                                        | Ultimate Play the Game    | 1988      |
| R.C. Pro-Am                                         | NES                                                                | Nintendo                  | 1988      |
| Wheel of Fortune                                    | NES                                                                | GameTek                   | 1988      |
| Jeopardy!                                           | NES                                                                | GameTek                   | 1988      |
| Anticipation                                        | NES                                                                | Nintendo                  | 1988      |
| Marble Madness                                      | NES (port del juego de arcade de Atari Games)                      | Milton Bradley            | 1989      |
| World Games                                         | NES                                                                | Milton Bradley            | 1989      |
| WWF WrestleMania                                    | NES                                                                | Acclaim                   | 1989      |
| Sesame Street: 1-2-3                                | NES                                                                | Hi Tech                   | 1989      |
| John Elway’s Quarterback                            | NES                                                                | Tradewest                 | 1989      |
| California Games                                    | NES (port del juego de PC de Epyx)                                 | Milton Bradley            | 1989      |
| Taboo: The Sixth Sense                              | NES                                                                | Tradewest                 | 1989      |
| Wizards & Warriors                                  | NES                                                                | Acclaim                   | 1989      |
| Sesame Street: A-B-C                                | NES                                                                | Hi Tech                   | 1989      |
| Hollywood Squares                                   | NES                                                                | Gametek                   | 1989      |
| Who Framed Roger Rabbit?                            | NES                                                                | LJN                       | 1989      |
| Jordan vs. Bird: One on One                         | NES                                                                | Milton Bradley            | 1989      |
| Cobra Triangle                                      | NES                                                                | Nintendo                  | 1989      |
| Ironsword: Wizards & Warriors II                    | NES                                                                | Acclaim                   | 1989      |
| Wheel of Fortune Junior Edition                     | NES                                                                | Gametek                   | 1989      |
| Jeopardy! Junior Edition                            | NES                                                                | Gametek                   | 1989      |
| Silent Service                                      | NES (port del juego de PC de Microprose)                           | Ultra Games               | 1989      |
| Double Dare                                         | NES                                                                | GameTek                   | 1990      |
| Wheel of Fortune Family Edition                     | NES                                                                | GameTek                   | 1990      |
| Jeopardy! 25th Anniversary Edition                  | NES                                                                | GameTek                   | 1990      |
| The Amazing Spider-Man                              | Game Boy                                                           | LJN                       | 1990      |
| Captain Skyhawk                                     | NES                                                                | Milton Bradley            | 1990      |
| Pin Bot                                             | NES (port del juego de pinball de Williams)                        | Nintendo                  | 1990      |
| Snake Rattle 'n' Roll                               | NES                                                                | Nintendo                  | 1990      |
| Super Off Road                                      | NES (port del juego de arcade de Leland)                           | Tradewest                 | 1990      |
| Wizards & Warriors Chapter X: The Fortress of Fear  | Game Boy                                                           | Acclaim                   | 1990      |
| Narc                                                | NES (port del juego de arcade de Williams)                         | Acclaim                   | 1990      |
| A Nightmare on Elm Street                           | NES                                                                | LJN                       | 1990      |
| Super Glove Ball                                    | NES                                                                | Mattel                    | 1990      |
| Cabal                                               | NES (port del juego de arcade de TAD Corporation)                  | Milton Bradley            | 1990      |
| Time Lord                                           | NES                                                                | Milton Bradley            | 1990      |
| Arch Rivals                                         | NES (port del juego de arcade de Midway)                           | Acclaim                   | 1990      |
| WWF WrestleMania Challenge                          | NES                                                                | LJN                       | 1990      |
| Solar Jetman: Hunt for the Golden Warpship          | NES (secuela de Jetpac y Lunar Jetman)                             | Tradewest                 | 1990      |
| Digger T. Rock                                      | NES                                                                | Milton Bradley            | 1991      |
| WWF Superstars                                      | Game Boy                                                           | LJN                       | 1991      |
| Battletoads                                         | NES, Game Boy                                                      | Tradewest                 | 1991      |
| Beetlejuice                                         | NES                                                                | LJN                       | 1991      |
| Super R.C. Pro-Am                                   | Game Boy                                                           | Nintendo                  | 1991      |
| High Speed                                          | NES (port del juego de pinball de Williams)                        | Tradewest                 | 1991      |
| Sneaky Snakes                                       | Game Boy                                                           | Tradewest                 | 1991      |
| Sesame Street ABC & 123                             | NES                                                                | Hi Tech                   | 1991      |
| Pirates!                                            | NES (port del juego de PC)                                         | Ultra Games               | 1991      |
| Wizards & Warriors III Kuros: Visions of Power      | NES                                                                | Acclaim                   | 1992      |
| Beetlejuice                                         | Game Boy                                                           | LJN                       | 1992      |
| Indy Heat                                           | NES                                                                | Tradewest                 | 1992      |
| R.C. Pro-Am II                                      | NES                                                                | Tradewest                 | 1992      |
| Championship Pro-Am                                 | Mega Drive                                                         | Tradewest                 | 1992      |
| Battletoads                                         | Mega Drive, Game Gear                                              | Tradewest                 | 1993      |
| Battletoads & Double Dragon                         | NES, SNES, Mega Drive, Game Boy                                    | Tradewest                 | 1993      |
| Battletoads in Ragnarok’s World                     | Game Boy                                                           | Tradewest                 | 1993      |
| Battletoads in Battlemaniacs                        | SNES                                                               | Tradewest                 | 1993      |
| X The Ball                                          | Arcade                                                             | Capcom/Brent Walker/Tecmo | 1993      |
| Snake Rattle 'n' Roll                               | Mega Drive                                                         | Sega/Tradewest            | 1993      |
| Monster Max                                         | Game Boy                                                           | Titus                     | 1994      |
| Battletoads                                         | Arcade                                                             | Electronic Arts           | 1994      |
| Donkey Kong Country                                 | SNES, VC                                                           | Nintendo                  | 1994      |
| Killer Instinct                                     | Arcade                                                             | Williams                  | 1994      |
| Donkey Kong Land                                    | Game Boy                                                           | Nintendo                  | 1995      |
| Killer Instinct                                     | SNES,Game Boy                                                      | Nintendo                  | 1995      |
| Donkey Kong Country 2: Diddy's Kong Quest           | SNES, VC                                                           | Nintendo                  | 1995      |
| Killer Instinct 2                                   | Arcade                                                             | Williams                  | 1996      |
| Ken Griffey Jr.'s Winning Run                       | SNES                                                               | Nintendo                  | 1996      |
| Donkey Kong Land 2                                  | Game Boy                                                           | Nintendo                  | 1996      |
| Donkey Kong Country 3: Dixie Kong's Double Trouble! | SNES, VC                                                           | Nintendo                  | 1996      |
| Killer Instinct Gold                                | N64                                                                | Nintendo)                 | 1996      |
| Blast Corps                                         | N64                                                                | Nintendo                  | 1997      |
| GoldenEye 007                                       | N64                                                                | Nintendo                  | 1997      |
| Donkey Kong Land III                                | Game Boy                                                           | Nintendo                  | 1997      |
| Diddy Kong Racing                                   | N64                                                                | Rare                      | 1997      |
| Banjo-Kazooie                                       | N64, XBLA                                                          | Nintendo, Microsoft       | 1998      |
| Conker's Pocket Tales                               | GBC                                                                | Rare                      | 1999      |
| Jet Force Gemini                                    | N64                                                                | Rare                      | 1999      |
| Donkey Kong 64                                      | N64                                                                | Nintendo                  | 1999      |
| Mickey’s Racing Adventure                           | GBC                                                                | Nintendo                  | 1999      |
| Perfect Dark                                        | N64                                                                | Rare                      | 2000      |
| Perfect Dark                                        | GBC                                                                | Rare                      | 2000      |
| Donkey Kong Country                                 | GBC                                                                | Nintendo                  | 2000      |
| Mickey's Speedway USA                               | N64                                                                | Nintendo                  | 2000      |
| Banjo-Tooie                                         | N64, XBLA                                                          | Nintendo, Microsoft       | 2000      |
| Donkey Kong GB: Dinky Kong and Dixie Kong           | GBC (versión coloreada de Donkey Kong Land III exclusiva de Japón) | Nintendo                  | 2000      |
| Mickey's Speedway USA                               | GBC                                                                | Nintendo                  | 2001      |
| Conker's Bad Fur Day                                | N64                                                                | Rare                      | 2001      |
| Star Fox Adventures                                 | GameCube                                                           | Nintendo                  | 2002      |
| Donkey Kong Country                                 | GBA                                                                | Nintendo                  | 2003      |
| Banjo-Kazooie: Grunty's Revenge                     | GBA                                                                | THQ                       | 2003      |
| Donkey Kong Racing                                  | Gamecube                                                           | Cancelado                 | Cancelado |
| Grabbed by the Ghoulies                             | Xbox                                                               | Microsoft Game Studios    | 2003      |
| Sabre Wulf                                          | GBA                                                                | THQ                       | 2004      |
| Donkey Kong Country 2 Advance                       | GBA                                                                | Nintendo                  | 2004      |
| It's Mr. Pants                                      | GBA                                                                | THQ                       | 2004      |
| Banjo-Pilot                                         | GBA                                                                | THQ                       | 2005      |
| Conker: Live & Reloaded                             | Xbox                                                               | Microsoft Game Studios    | 2005      |
| Donkey Kong Country 3 Advance                       | GBA                                                                | Nintendo                  | 2005      |
| Perfect Dark Zero                                   | Xbox 360                                                           | Microsoft Game Studios    | 2005      |
| Kameo: Elements of Power                            | Xbox 360                                                           | Microsoft Game Studios    | 2005      |
| Viva Piñata                                         | Xbox 360                                                           | Microsoft Game Studios    | 2006      |
| Diddy Kong Racing DS                                | Nintendo DS                                                        | Rare                      | 2007      |
| Jetpac Refuelled                                    | XBLA                                                               | Microsoft Game Studios    | 2007      |
| Banjo-Kazooie: Nuts & Bolts                         | Xbox 360                                                           | Microsoft                 | 2008      |
| Viva Piñata: Pocket Paradise                        | Nintendo DS                                                        | Microsoft Game Studios    | 2008      |
| Viva Piñata: Trouble in Paradise                    | Xbox 360                                                           | Microsoft Game Studios    | 2008      |
| Banjo-Kazooie                                       | Xbox Live Arcade                                                   | Microsoft Game Studios    | 2008      |
| Banjo-Tooie                                         | Xbox Live Arcade                                                   | Microsoft Game Studios    | 2009      |
| Perfect Dark                                        | Xbox Live Arcade                                                   | Microsoft Game Studios    | 2010      |
| Kinect Sports                                       | Xbox 360                                                           | Microsoft Game Studios    | 2010      |
| Sea of Thieves                                      | Xbox One                                                           | Microsoft Game Studios    | 2018      |